# Johann Georg Faust
Johann Georg Faust, také známý jako Johann Sabellicus Faustus (1480–1540), byl potulný alchymista, astrolog, mág a podvodník německé renesance. 
Z latiny "Faustus" znamenajíce šťastný či zdárný, v němčině jako "die Faust" jako pěst.
Doktor Faust se krátce po jeho smrti stal věhlasným mýtem a základem pro krátká divadelní představení potulných herců. Jeho život byl popularizován příběhem Christopher Marlowe, který jej zpracoval především  v díle Tragická historie o Doktoru Faustovi (1592–1593). A později populárnější J. W. Goethe v díle prostě nazvaném Faust (1808–1832). 
V Praze existuje „Faustův dům“, neboli Mladotovský palác, který se nachází na Karlově náměstí č. p. 502 Nové Město. Ten ale s historickým doktorem nic společného nemá.

## Život
Je velmi těžké určit přesnost a pravdivost informací o jeho životě. Kvůli zacházení s jeho osobností jako legendou a literární postavou je obtížné s jistotou oddělit historická fakta od vymyšlených mýtů autorů té doby. V 17. století se o jeho existenci dokonce pochybovalo.
Existují dva navrhované roky narození 1466/1480, dvě zaznamenaná křestní jména Georg/Johann a tři zaznamenaná místa původu Knittlingen/Heidelberg/Helmstett. Často je navrhováno, že existovali dva potulní kouzelníci, kteří si říkali Faust, jeden Georg, aktivní 1505 až 1515 a další Johann, činný asi 1530–1540.

## Faust v literatuře
Kniha Faustbuch byla poprvé vydána v Německu Johannem Spiessem v roce 1587. Okamžitě po svém vydání se setkala s velkým úspěchem a byla následovně vydána i v jiných jazycích (dánsky, anglicky, francouzsky, česky...). O životu Johanna Fausta jsme se mohli poprvé dočíst v češtině již v roce 1611 ve zpracování Historie o životu doktora Jana Fausta od Martina Carchesia. První český překlad se od originálu liší hlavně ve svém obsahu a především podléhá větší křesťanské cenzuře. 